# Пеньковский, Стефан
Стефан Казимеж Пеньковский (пол. Stefan Kazimierz Pieńkowski; 27 августа 1885, Варшава — 1940, Катынь) — врач невролог и психиатр, профессор неврология и психиатрии Ягеллонского университета, майор, жертва Катынского расстрела.

## Биография
Отец — Валентий Пеньковский. Мать — Юзефа Трапшо.

### Обучение
В 1903 году окончил реальное училище в Варшаве, в 1903 году сдал экзамены и получил аттестат зрелости без древних языков № 859 в Златопольской мужской гимназии, а в 1904 году там же сдал экзамены и получил аттестат зрелости в полном объеме под № 752.
Медицинское образование получил в Варшавском, Киевском (диплом врача в 1911 г.) и Ягеллонском университетах (диплом доктора всех врачебных наук от 1911 года).
В 1924/1925 учебном году повышал квалификацию в Париже у Гулена, Бабинского, Клауда, Сикарда, Фуа, Лапика и Бургинёна.

### Врачебная практика
С 1912 года работал ассистентом в неврологическо-психологической клинике при Ягеллонском университете.
Во время Первой мировой войны работал военным врачом.
С 1918 года ассистент в клинике Яна Плитца при Ягеллонском университете, а с 1924 года по 1928 год в госпитале Уяздовского замка.
С 1932 года директор неврологическо-психологической клиники при Ягеллонском университете.

### Преподавательская работа
С 1928 года преподает в Варшавском университете до 1932 года, когда принял приглашение после смерти Плика возглавить кафедру неврологии и психиатрии Ягеллонского университета.

### Научная работа
Как невролог прежде всего занимался расстройствами движений. Оставил труды из области психологии и социальной медицины. Публиковался в медицинских журналах, входил в редколлегию «Польской неврологии».

### Военная деятельность
С 1923 года ординатор Училища санитарных сержантов в Варшаве, а с 1928 года там же становится руководителем неврологического отдела Центра санитарного обучения.

### Последние годы жизни
В августе 1939 года мобилизован в Войско Польское и направлен в 5 Окружной военный госпиталь. С началом Второй мировой войны и советской кампании в Польше 17 сентября 1939 года при неизвестных обстоятельствах был арестован советскими солдатами. Содержался в лагере в Козельске, где был консультантом в госпитале. Весной 1940 года был отправлен в Катынь, где был расстрелян 5 марта 1940 года. Похоронен в Польском военном кладбище в Катыни, где его тело было идентифицировано немцами в 1943 году под номером 988 (при прахе нашли: удостоверение государственного служащего, рыболовную карту, три визитки, карманный календарь, три открытки, кусок почтового отправления, две сберегательные книжки PKO, складной нож). Был также найден дневник, записи в котором начинаются 8 сентября 1939 года и заканчиваются 9 апреля 1940 года.

## Семья
- Жена — Виктория (в девичестве Савицкая).
- Дочь — Анна.

## Увековечение памяти
- В 2007 году ему было посмертно присвоено звание подполковника.
- В Кракове посажен «Дуб памяти».

## Избранные научные труды
- «Analiza zaburzeń ruchowych przy nagminnem śpiączkowem zapaleniu mózgu Encephalitis lethargica epidemica». Kasa im. Mianowskiego, 1925 (пол.)
- «Jamistość rdzenia u dwóch braci bliźniaków: przyczynek kliniczny do patogenezy jamistości rdzenia» W: «Pamiętnik ku uczczeniu ś. p. prof. dr. med. Antoniego Mikulskiego». Łódź, 1925 (пол.)
- «Sześć przypadków guzów mózgu». Neurologja Polska 2, 1927 (пол.)
- «Semiologja ręki w schorzeniach pozapiramidowych». Lekarz Wojskowy, 1929 (пол.)
- "Patogeneza powstawania objawów histerycznych (w szczególności cielesnych) w psychonerwicach «wojennych w świetle biologji», 1931 (пол.)
- «Dusza i jej siedlisko w świetle badań neurologicznych ostatnich lat», 1931 (пол.)
- «Uwagi ogólne biologiczno-lekarskie w sprawie nowego projektu Ustawy Eugenicznej». Polska Gazeta Lekarska 4, 1936 (пол.)
- «Dziedziczność i środowisko ze stanowiska lekarskiego». Chowanna 7, 1936 (пол.)
- «Urazy czaszki, mózgu i opon mózgowych z punktu widzenia neurologji i psychjatrji». Przegląd Polski Chirurgiczny 16 (3), 1937 (пол.)
- "Organizacja nauczania w Polsce medycyny społecznej w ogóle, ze szczególnym uwzględnieniem nauczania medycyny społeczno-ubezpieczeniowej ", 1937 (пол.)

## Награды
- Орден Возрождения Польши (Командорский крест)
- Орден Возрождения Польши (Рыцарский крест)
- Золотой Крест Заслуг (Дважды)